# Sarcophaga fernandae
Sarcophaga fernandae är en tvåvingeart som först beskrevs av Andy Z. Lehrer 2003.  Sarcophaga fernandae ingår i släktet Sarcophaga och familjen köttflugor.
Artens utbredningsområde är Kongo. Inga underarter finns listade i Catalogue of Life.